# لقلوق
لقلوق (به عربی: لقلوق) یک منطقهٔ مسکونی در لبنان است که در شهرستان جبیل واقع شده‌است. لقلوق ۱٬۷۸۰ متر بالاتر از سطح دریا واقع شده‌است.